# 샤토네프뒤파프

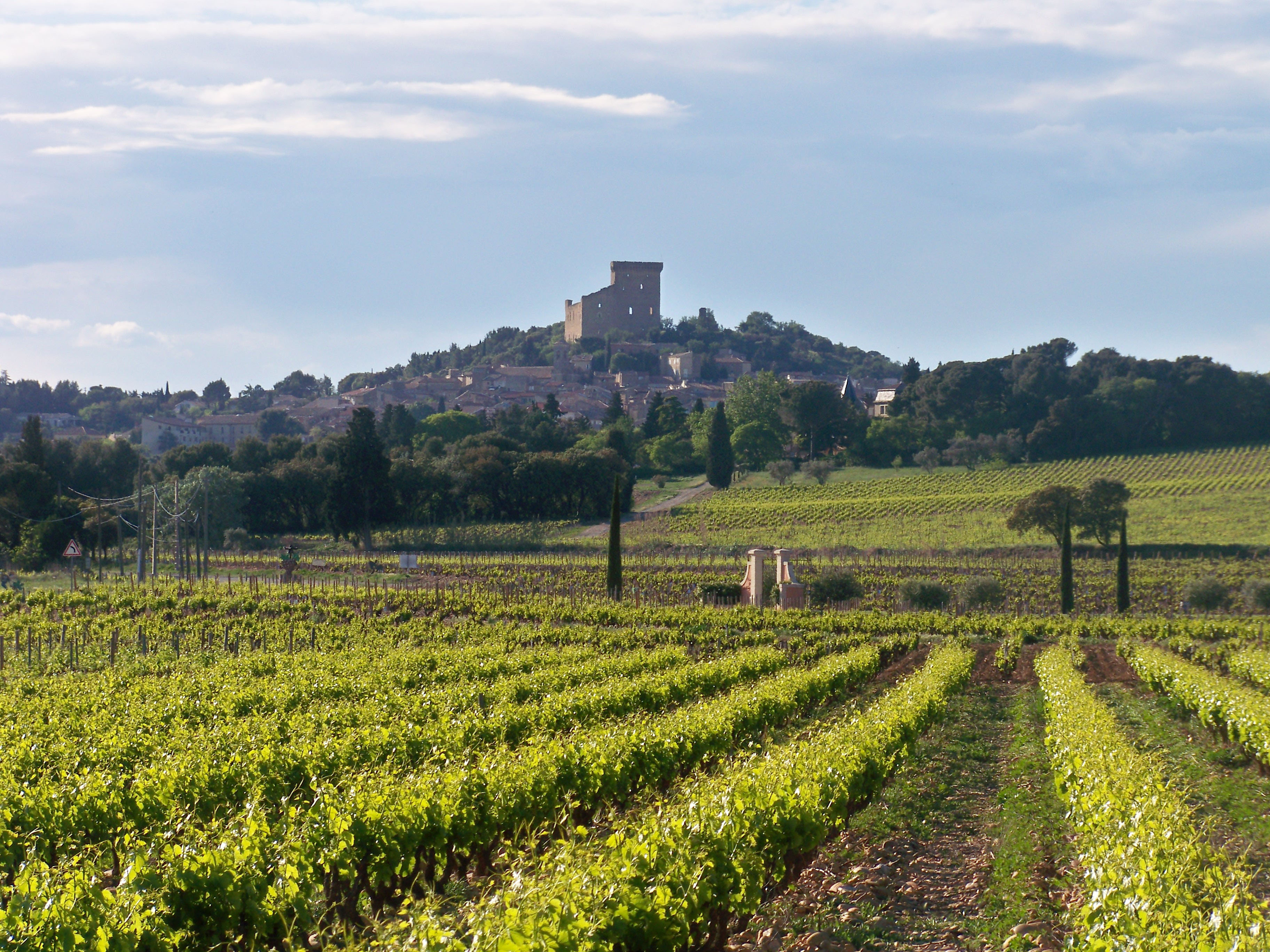
샤토네프뒤파프의 포도 농장

샤토네프뒤파프 AOC(프랑스어: Châteauneuf-du-Pape, IPA: [ʃɑtonœf dy pap] ( 듣기))는 프랑스 와인으로 프랑스 남부 론강 와인 지역 보클뤼즈주의 샤토네프뒤파프에 설정된 원산지 통제 명칭이자, 그 지역에서 생산된 와인의 통칭이기도 하다. 론 계곡의 가장 유명한 와인 원산지 중 하나로, 샤토네프뒤파프와 아비뇽과 오랑주 사이에 걸친 인근 권역을 포함해 약 32제곱킬로미터에서 연간 110,000 헥토리터의 와인을 생산하고 있다.